# Richard John
Pour les articles homonymes, voir John.
Dipl.-Ing. Richard John (21 juin 1896 à Wilhelmshaven - 19 février 1965 à Garmisch-Partenkirchen) est un Generalleutnant allemand qui a servi au sein de la Wehrmacht pendant la Seconde Guerre mondiale.
Il a été récipiendaire de la croix de chevalier de la Croix de fer. Cette décoration est attribuée pour récompenser un acte d'une extrême bravoure sur le champ de bataille ou un commandement militaire avec succès.

## Biographie
Issu du corps des cadets, John rejoint le 1er régiment d'infanterie royal bavarois (de) de l'armée bavaroise en tant qu'enseigne le 17 août 1914, après le début de la Première Guerre mondiale.
Richard John est capturé par les troupes alliées occidentales en mai 1945 et reste en captivité jusqu'en juin 1947.

## Décorations
- Croix de fer (1914)
  - 2e Classe
  - 1re Classe
- Insigne des blessés (1914)
  - en Noir
- Croix d'honneur
- Agrafe de la Croix de fer (1939)
  - 2e Classe
  - 1re Classe
- Croix allemande en or (26 mai 1943)
- Croix de chevalier de la Croix de fer
  - Croix de chevalier le 20 décembre 1943 en tant que Generalmajor et commandant de la 292. Infanterie-Division[1]
- Mentionné dans le bulletin quotidien radiophonique Wehrmachtbericht (11 décembre 1943)